# Première Nation de Nibinamik
La Première Nation de Nibinamik (Nibinamik First Nation en anglais et ᓃᐱᓇᒥᐦᐠ ou Niibinamik en ojibwé) est une Première Nation oji-crie du Nord de l'Ontario au Canada. Elle occupe une réserve nommée Summer Beaver Settlement qu'elle partage avec la Première Nation de Neskantaga.

## Démographie
Les membres de la Première Nation de Nibinamik sont des Oji-Cris. En mars 2022, la bande a une population inscrite totale de 538 membres dont 142 vivaient hors réserve.

## Géographie
La Première Nation de Nibinamik  occupe une réserve nommée Summer Beaver Settlement située dans le Nord de l'Ontario qu'elle partage avec la Première Nation de Neskantaga,.

## Gouvernance
La Première Nation de Nibinamik est administrée par un conseil de bande élu selon la section 10 de la Loi sur les Indiens. Pour le mandat de 2021 à 2023, celui-ci est composé du chef Michael Sugarhead et de cinq conseillers.
La Première Nation de Nibinamik est affiliée au conseil tribal des Premières Nations Matawa.

## Transports
La réserve de Summer Beaver Settlement est desservie par l'aéroport de Summer Beaver (en) et, en hiver, par des routes de glace.